# John Henry Foley
John Henry Foley (ur. 24 maja 1818 w Dublinie, zm. 27 sierpnia 1874 w Londynie) – irlandzki rzeźbiarz, działający w Londynie.

## Życie i twórczość

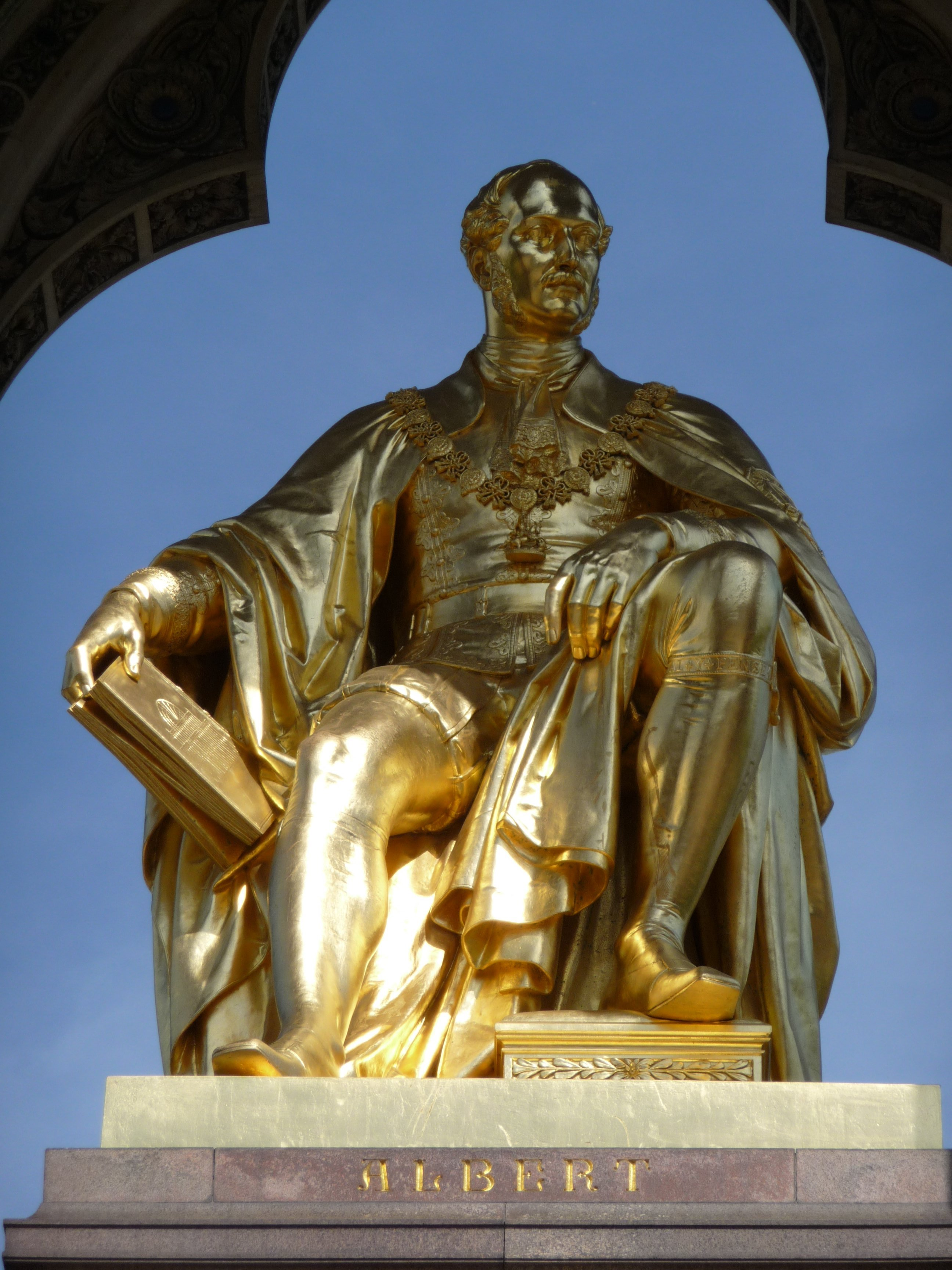
Posąg księcia Alberta z pomnika Albert Memorial w Londynie

Foley już w wieku 13 lat rozpoczął kształcenie w dziedzinie rzeźby w szkole w Dublinie, a w 1835 r. został studentem szkoły przy Royal Academy of Arts w Londynie. Od 1839 r. prezentował swoje dzieła, które od początku zdobyły mu uznanie, na wystawach Akademii. W 1844 r. uzyskał zamówienie na wykonanie części dekoracji rzeźbiarskiej odbudowywanego Pałacu Westminsterskiego, co pociągnęło za sobą liczne dalsze zlecenia. W 1849 r. został stowarzyszonym, a w 1858 r. pełnoprawnym członkiem Royal Academy of Arts, ale od 1861 r. wskutek kłótni zrezygnował z udziału w organizowanych przez Akademię wystawach.
Jego prace pojawiały się często w przestrzeni publicznej – wykonywał liczne pomniki, które znalazły się nie tylko w Anglii, ale także w Irlandii (m.in. posąg Daniela O'Connella z dokończonego po jego śmierci, odsłoniętego w 1882 r. głośnego pomnika w Dublinie), Szkocji, Indiach (m.in. doceniane pomniki konne Jamesa Outrama i Henry'ego Hardinge'a) i Stanach Zjednoczonych (pomnik generała Stonewalla Jacksona w Richmond). Zwieńczeniem jego kariery były elementy pomnika Albert Memorial w Londynie: grupa rzeźb symbolizująca Azję oraz statua samego księcia Alberta; Foley zmarł przed ukończeniem tej pracy, nabawiwszy się podczas pracy na zewnątrz zapalenia opłucnej. Został pochowany w katedrze św. Pawła w Londynie.
Jego prace rozwijały się od idealistycznego klasycyzmu pierwszych dzieł do realizmu figur przygotowywanych na potrzeby Albert Memorial.